# Пику да Неблина
Пику да Неблина (на португалски: Pico da Neblina, „Връх на мъглите“) е връх в Северозападна Бразилия, щата Амазонас.
Той има надморска височина 2994 m и е най-високата точка в страната. Разположен е на 687 m от границата с Венецуела в планинската верига Сера до Имери, част от Гвианското плато.